# Nicolas Delaizement
Pour les articles homonymes, voir Delaizement.
Nicolas Delaizement, né le 13 août 1740 à Neuilly-sur-Seine (France) et mort le 21 septembre 1813 dans la même ville, est un boucher et homme politique français. Il est le premier maire de Neuilly-sur-Seine.